# Stadtlengsfeld
Stadtlengsfeld là một thị xã ở huyện Wartburg trong bang Thuringia, Đức. Dân số cuối năm 2006 là 2664 người. Đô thị này tọa lạc ở dãy núi Rhön, 8 km về phía tây nam của Bad Salzungen.